# Dekanat Praga I
Dekanat Praga I – jeden z 14 dekanatów rzymskokatolickich wchodzących w skład archidiecezji praskiej w Czechach. 
Według danych na styczeń 2016 roku, w jego skład wchodziło 23 parafie i 1 ośrodek duszpasterski. 

## Lista parafii
Źródło:
| Lp. | Miejscowość       | Parafia                                                                    | Proboszcz                                       | Kościół                                                            | Grafika |
| --- | ----------------- | -------------------------------------------------------------------------- | ----------------------------------------------- | ------------------------------------------------------------------ | ------- |
| 1   | Praga-Hradčany    | Parafia Świętych Wita, Wacława i Wojciecha                                 | JCLic. Mgr. Ondřej Pávek                        | Archikatedra Świętych Wita, Wacława i Wojciecha w Pradze           |         |
| 2   | Praga-Nové Město  | Parafia św. Tomasza                                                        | P. Antonio Francisco Rivas González OSA         | Kościół św. Tomasza w Pradze                                       |         |
| 3   | Praga-Nové Město  | Parafia św. Henryka                                                        | Mgr. Ladislav Radvanský                         | Kościół św. Henryka w Pradze                                       |         |
| 4   | Praga-Nové Město  | Parafia Matki Bożej Śnieżnej                                               | P. Antonín Klaret Dąbrowski OFM                 | Kościół Matki Bożej Śnieżnej w Pradze                              |         |
| 5   | Praga-Nové Město  | Parafia św. Piotra                                                         | P. Lukáš Lipenský O.Cr.                         | Kościół św. Piotra w Pradze                                        |         |
| 6   | Praga-Nové Město  | Parafia św. Wojciecha                                                      | P. ThMgr. Ryszard Wojciechowski MIC             | Kościół św. Wojciecha w Pradze                                     |         |
| 7   | Praga-Nové Město  | Parafia Ducha Świętego                                                     | Mgr. Vladimír Kelnar                            | Kościół Ducha Świętego w Pradze                                    |         |
| 8   | Praga-Staré Město | Parafia św. Franciszka z Asyżu                                             | P. Jaroslav Ptáček O.Cr.                        | Kościół św. Franciszka z Asyżu w Pradze                            |         |
| 9   | Praga-Staré Město | Parafia św. Jerzego                                                        | P. Savio Pavel Řičica OP                        | Kościół św. Jerzego w Pradze                                       |         |
| 10  | Praga-Staré Město | Parafia Matki Bożej przed Tynem                                            | Mgr. Vladimír Kelnar                            | Kościół Matki Bożej przed Tynem w Pradze                           |         |
| 11  | Praga-Strahov     | Parafia Wniebowzięcia Najświętszej Maryi Panny                             | P. PaedDr. Mgr. Hugo Jiří Zikmund O.Praem.      | Kościół Wniebowzięcia Najświętszej Maryi Panny w Pradze-Strahov    |         |
| 12  | Praga-Nové Město  | Parafia św. Apolinarego                                                    | P. Andrea Barbero FSCB                          | Kościół św. Apolinarego w Pradze                                   |         |
| 13  | Praga-Nové Město  | Parafia Trójcy Przenajświętszej                                            | Mgr. Vladimír Kelnar                            | Kościół Trójcy Przenajświętszej w Pradze                           |         |
| 14  | Praga-Nové Město  | Parafia św. Stefana                                                        | P. Josef Čunek SJ                               | Kościół św. Stefana w Pradze                                       |         |
| 15  | Praga-Malá Strana | Parafia św. Józefa                                                         | P. Ing. Jozef Ržonca, Ph.D., OSA                | Kościół św. Józefa w Pradze                                        |         |
| 16  | Praga-Nové Město  | Parafia Świętego Krzyża                                                    | P. Jaroslav Mikeš SDB                           | Kościół Świętego Krzyża w Pradze                                   |         |
| 17  | Praga-Nové Město  | Parafia Wniebowzięcia Najświętszej Maryi Panny                             | ThDr. Jiří Svoboda, JC.D.                       | Kościół Wniebowzięcia Najświętszej Maryi Panny w Pradze-Nové Město |         |
| 18  | Praga-Nové Město  | Parafia św. Jana Nepomucena                                                | Mgr. Zdeněk Dubský                              | Kościół św. Jana Nepomucena w Pradze-Nové Město                    |         |
| 19  | Praga-Nové Město  | Parafia św. Ignacego                                                       | P. Josef Čunek SJ                               | Kościół św. Ignacego w Pradze                                      |         |
| 20  | Praga             | Parafia akademicka w Pradze                                                | Mons. prof. PhDr. Tomáš Halík, Th.D., Dr. h. c. | Kościół akademicki w Pradze                                        |         |
| 21  | Praga             | Polska parafia rzymskokatolicka w Pradze                                   | P. Hieronim Kaczmarek, Dr., OP                  |                                                                    |         |
| 22  | Praga-Hradčany    | Parafia św. Jana Nepomucena                                                | Mgr. Jaroslav Knichal                           | Kościół św. Jana Nepomucena w Pradze-Hradčany                      |         |
| 23  | Praga             | Słowacka parafia rzymskokatolicka w Pradze                                 | Mgr. Ladislav Radvanský                         |                                                                    |         |
|     | Praga             | Rzymskokatolicki ośrodek duszpasterski przy Politechnice Czeskiej w Pradze | Ing. Mgr. Vladimír Slámečka, Ph.D.              |                                                                    |         |